# Medvegyevói járás

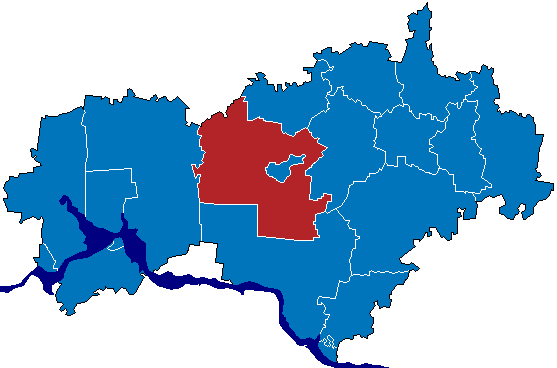
A Medvegyevói járás Mariföldön

A Medvegyevói járás (oroszul Медведевский район, mari nyelven Маскасола кундем) Oroszország egyik járása Mariföldön. Székhelye Medvegyevo.

## Népesség
- 1989-ben 52 285 lakosa volt.
- 2002-ben 53 848 lakosa volt, melynek 50,5%-a mari, 43,6%-a orosz, 2,7%-a tatár.
- 2010-ben 67 703 lakosa volt, melynek 45,3%-a orosz, 42,5%-a mari, 3,2%-a tatár, 0,8%-a csuvas.